# کمینما
کِمینما (به فنلاندی: Keminmaa}} یک منطقهٔ مسکونی در فنلاند است که در لاپلند واقع شده‌است. این شهر ۷٬۹۸۷ جمعیت و ۶۴۷٫۲۴ کیلومتر مربع وسعت دارد که ۲۰٫۷۳ کیلومتر مربع از آن را، آب تشکیل می‌دهد. تراکم جمعیت در این شهر، ۱۲٫۷۸ نفر به ازای هر کیلومتر مربع است.

## خواهرخوانده
شهرهای لولئو، ترومسو، ویسمار، نیوتاوناردز، لیپتوسکی میکولاش، ولگوگراد، سکش‌فهروار، ووهان و استان تانگا خواهرخوانده‌های کمینما هستند.